# La Fresneda
La Fresneda (La Freixneda in catalano) è un comune spagnolo di 419 abitanti situato nella comunità autonoma dell'Aragona.
Fa parte di un'entità territoriale denominata Frangia d'Aragona. Lingua d'uso, è, da sempre, una variante del catalano occidentale.